# 布里斯托200型客機
布里斯托200型（英語：Bristol Type 200）是英國飛機製造商布里斯托飞机公司于1956年因應英國歐洲航空所發布的短程噴射區域航線客機競標而提出的開發項目。布里斯托200型的尺寸要較英國歐洲航空要求的更加碩大，接近波音727，這使得英國歐洲航空不願意接受這個方案，而是選擇了配合其尺寸要求的霍克薛利三叉戟型。由於競標失敗，研發計畫終止。虽然布里斯托200型的设计最终停留于图纸上，但仍被一些人看作是英国航空的伟大“假设”之一。

## 設計
布里斯托200型的引擎設計採取三引擎規格，兩具引擎在機身後方左右、一具在機背垂直尾翼下方，為了解決引擎艙占用大部分機尾空間，故採用T型垂直尾翼佈局，三引擎噴射機搭配T型尾翼的設計成為1950年代末設計噴射客機的主流之一。
由於未進入細節設計，布里斯托200型在終止計畫前未進入發動機選定階段。但候選發動機包括了布里斯托—希德利奧菲斯發動機、布里斯托—希德利奧林帕斯發動機、勞斯萊斯麥德威發動機、甚至是普惠J57發動機等。
雖然布里斯托200型未能獲得採用，但是以相同設計擴大的布里斯托201型後來參與了1956年英國海外航空發布的競標計畫，也為未來的BAC_1-11客機提供了相關氣動力設計之基礎。